# Személykocsi

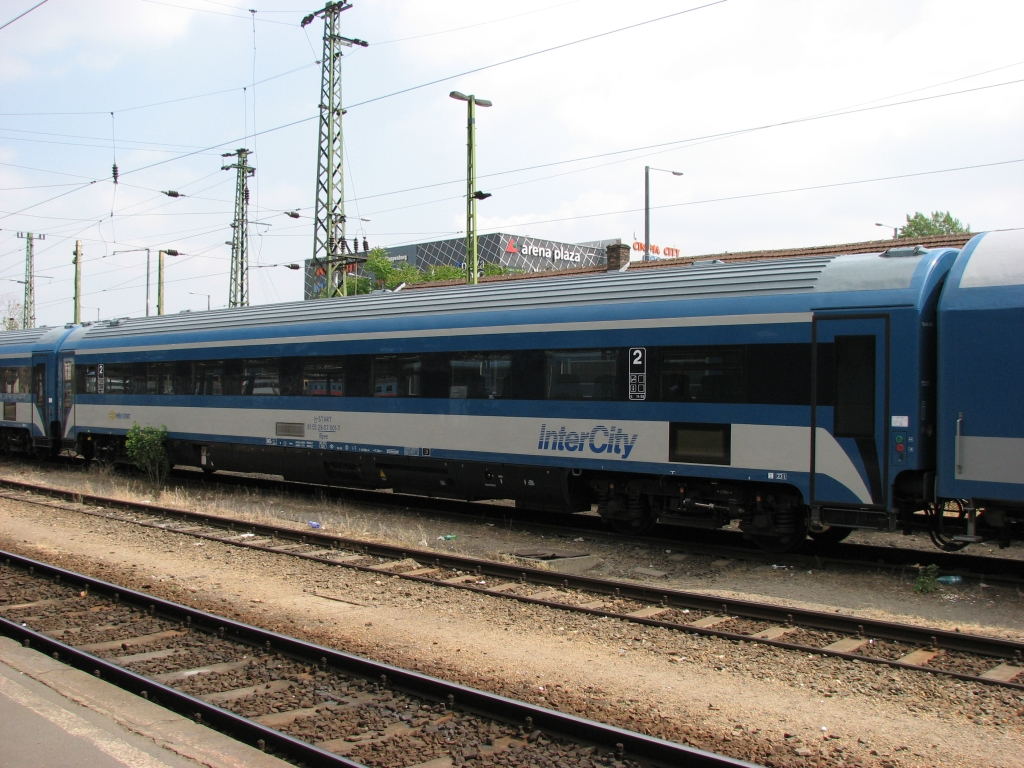
MÁV IC3G InterCity kocsija

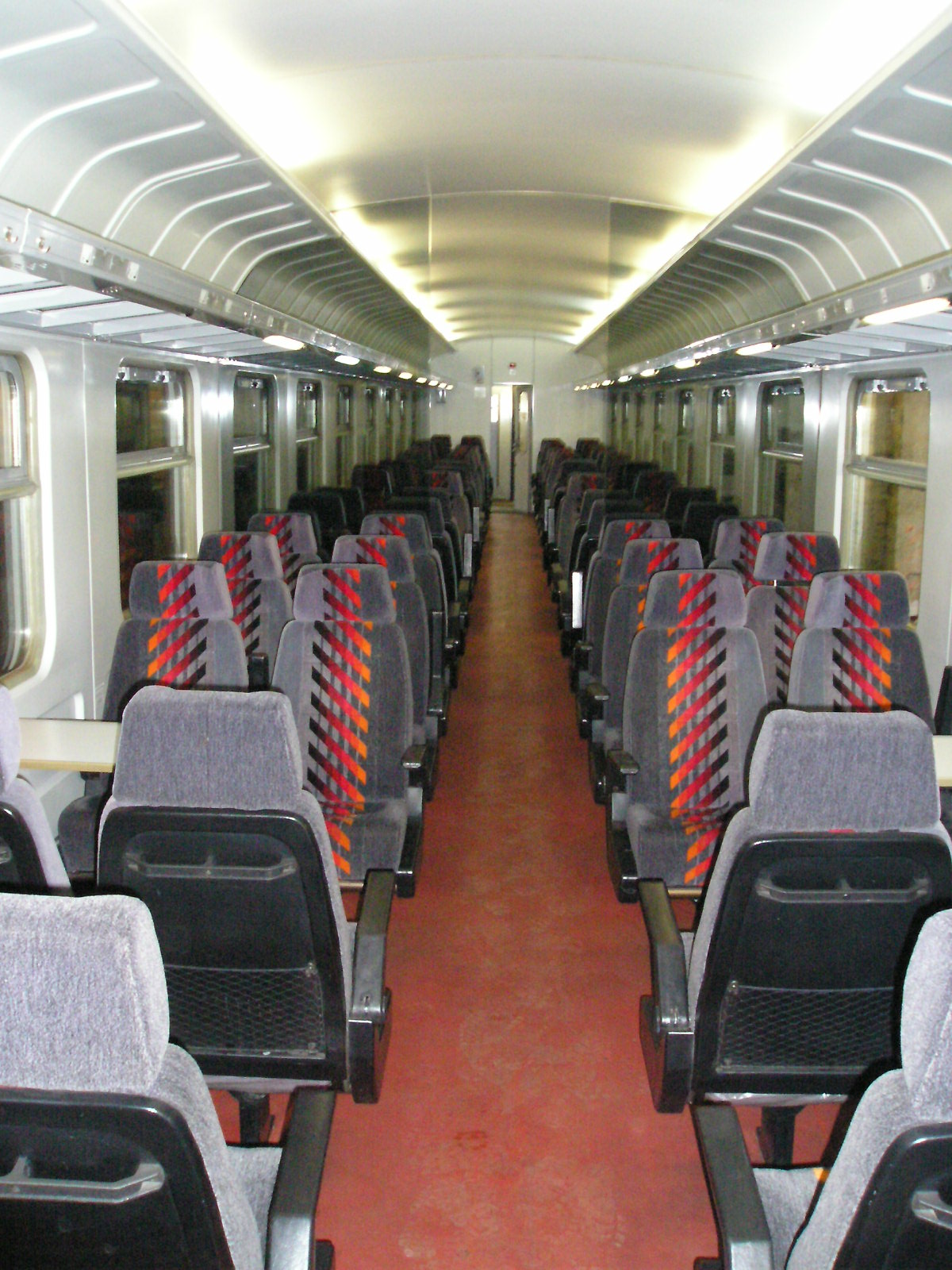
A GYSEV Bp 20-33.0 sorozatú termes 2. osztályú InterCity személykocsija

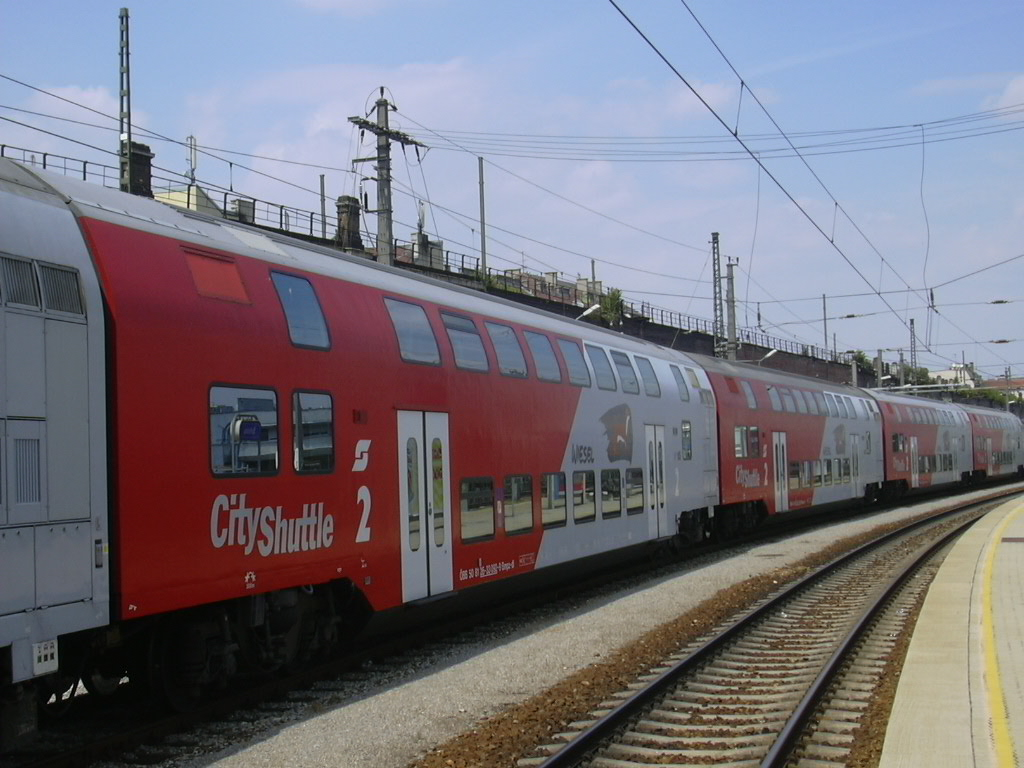
ÖBB CityShuttle emeletes kocsik Bécsben

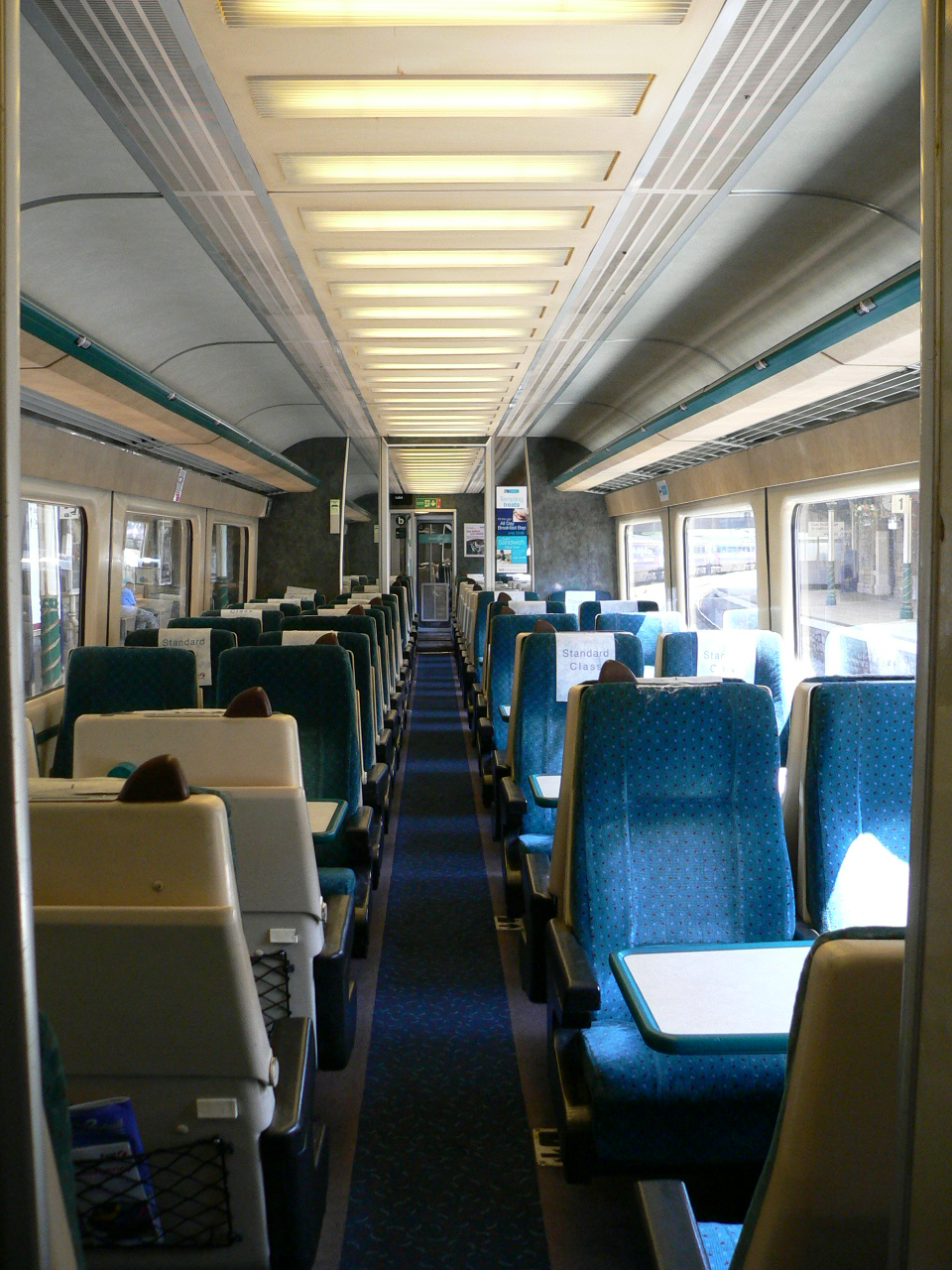
Brit személykocsi-belső

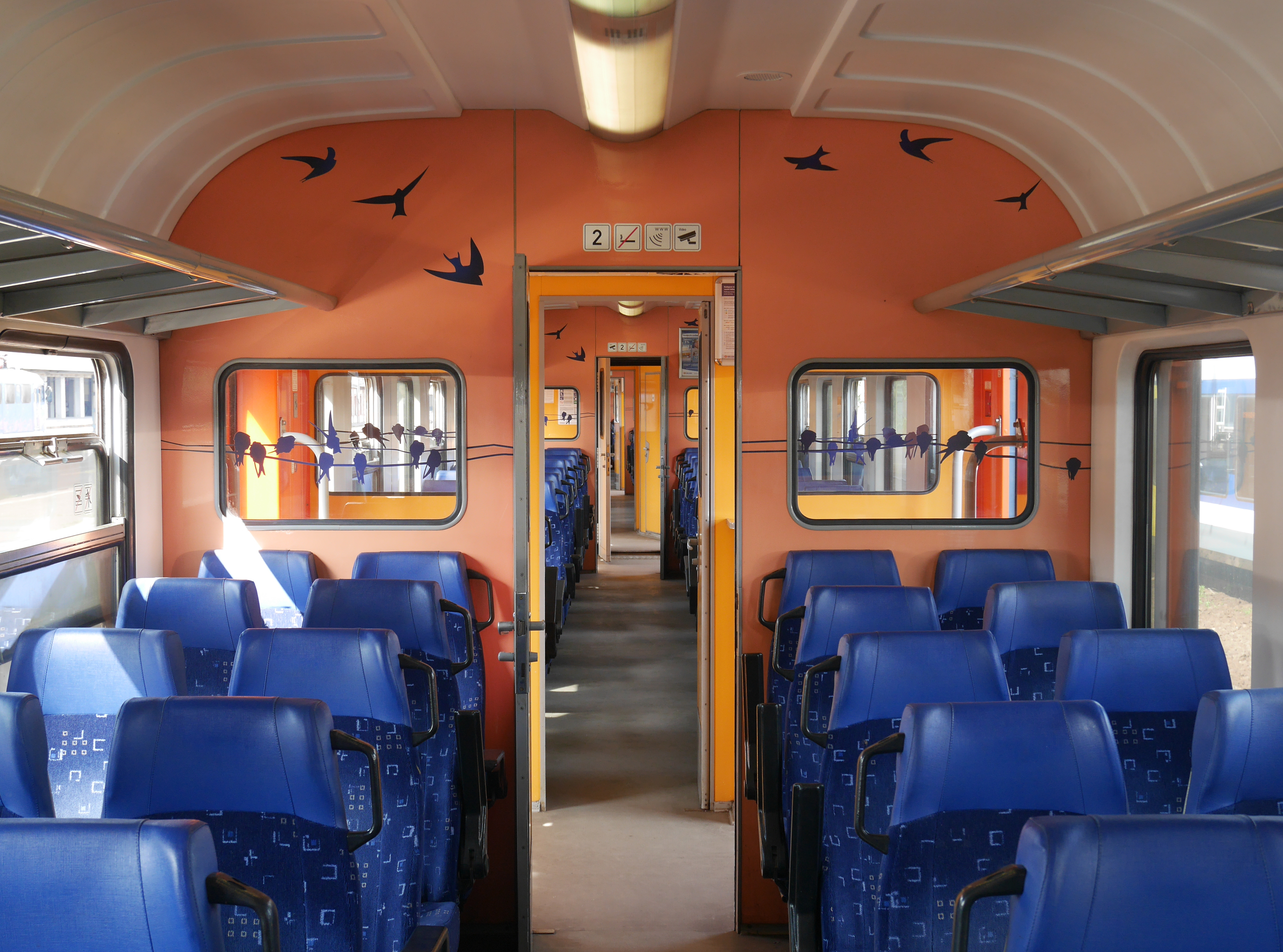
Egy felújított "Posta-Bhv" kocsi

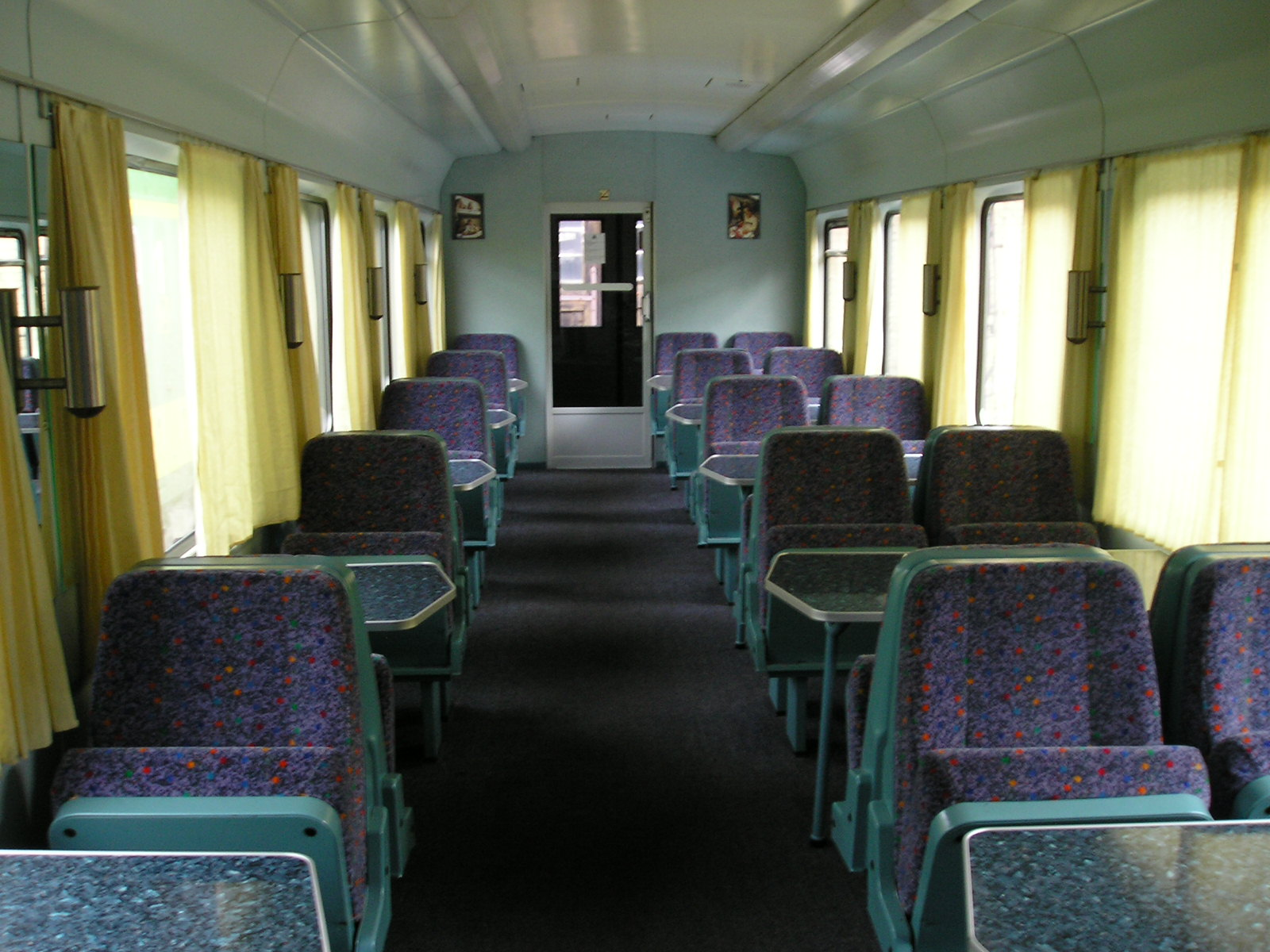
MÁV WRRmz 88-71 sor. étkező-bisztrókocsi étterme

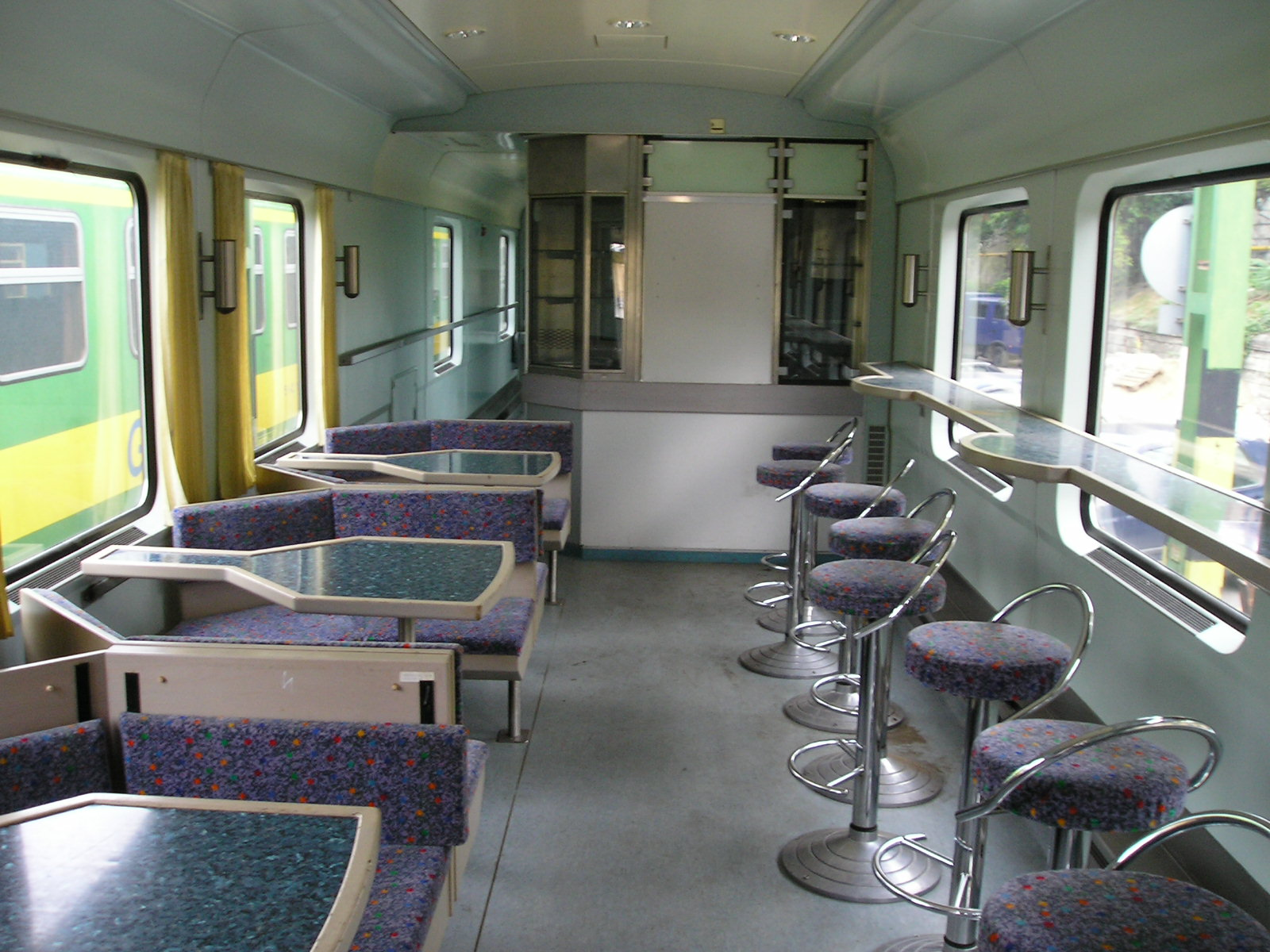
MÁV WRRmz 88-71 sor. étkező-bisztrókocsi büfészakasza

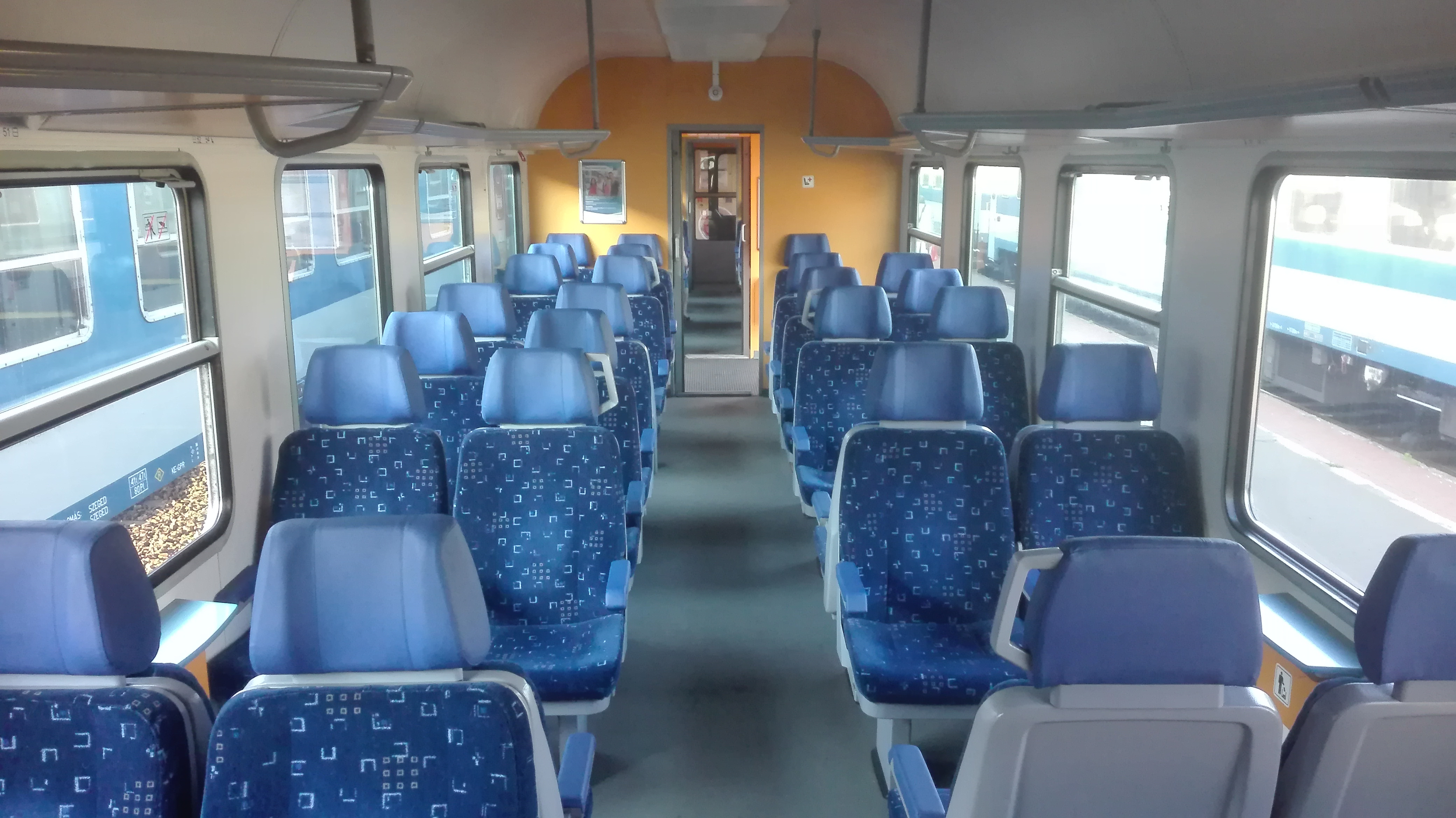
Egy Halberstadti kocsi belseje a MÁV-nál

A személykocsi személyek és poggyász szállítására szolgáló, önálló hajtógépezet nélküli, vontatott vasúti jármű. A személykocsikat különféle személyszállító vonatokba sorozzák be. A motorvonatok szerelvényébe sorozott személykocsikat motormellékkocsinak nevezik.
Kocsiszolgálati (üzemi) szempontból személykocsinak tekintik az áruszállításra (is) szolgáló poggyász- és postakocsikat, valamint a személyvonatokba sorozható személygépkocsi-szállító kocsikat is.
Műszaki szempontból személykocsinak minősülnek azok a – nem elsődlegesen személyszállításra szolgáló – kocsik is, melyek járműszerkezete a személykocsikhoz hasonló (például fűtőkazánkocsi, villamos fűtőkocsi, mérőkocsi, műhelykocsi stb.)

## A személykocsik felosztása, személykocsi-típusok
A személykocsik szerkezetük, rendeltetésük, kényelmi szintjük és szolgáltatásaik szerint csoportosíthatók.

### Járműszerkezeti sajátosságok
A jármű szerkezeti jellemzői határozzák meg, hogy a kocsi milyen pályán (ívsugarak, lejtviszonyok), milyen sebességű vonatba sorozható be. A járműszerkezet jellegzetességei behatárolják a jármű befogadóképességét is. A szerkezeti jellemzők ismérvei:
- a járműszekrény jellege
  - hagyományos
  - emeletes
  - csuklós
  - alacsony padlószintű
- a hordmű jellege
  - egyedi tengelyes (két- vagy háromtengelyű)
  - forgóvázas
- a legnagyobb engedélyezett sebesség
- a fékberendezés jellege
  - kézifékes
  - légfékes
  - egyéb kiegészítő fékberendezéssel felszerelt

### Közlekedtetési terület
A közlekedtetési terület meghatározza a járművek felszereltségének, szolgáltatásainak, utazási komfortjának szintjét, közvetve a járművel kényelmesen leutazható időtartamot. A közlekedtetési területek felosztása vázlatosan:
- városi
- mellékvonali (helyiérdekű)
- fővonali (nagyvasúti)
  - elővárosi
  - távolsági
  - belföldi gyorsvonati
  - belföldi kiemelt szolgáltatású
  - nemzetközi
  - nemzetközi kiemelt szolgáltatású
  - nagysebességű

### Kocsitípusok
A személykocsikat alapvetően az utasok számára nyújtott elsődleges szolgáltatásaik alapján osztják fel.
- közforgalmú személykocsik
  - (ülőhelyes) személykocsik (A, B)
A legáltalánosabb kocsitípus. Általában legfeljebb hatórás utazásra szolgálnak. Utastéri berendezéseik kialakítása és kényelme az átlagos utaztatási időtől, a vonatnemtől és a kocsiosztálytól függ. Belső térkiképzés szempontjából lehetnek
    - (nagy)termes
    - fülkés
    - vegyes térkiképzésű kocsik.

  - alvószékes személykocsik
6-10 órás éjszakába is nyúló utazáshoz való jármű, üléseik támlája oly módon dönthető, hogy az ülőhelyzetű alvásnál kényelmesebb testhelyzetet tegyen lehetővé.
  - fekvőhelyes személykocsik (Ac, Bc)
Olyan fülkés személykocsik, ahol a fülke bútorzatának átrendezésével kocsiosztály függvényében fülkénként 4-6 fekhely alakítható ki.
  - hálókocsik (WL)
Kifejezetten éjszakai utazásra szolgáló fülkés személykocsi. Fülkénként (kocsiosztály függvényében) 1-3 fekvőhely található. Az utasfülkék külön mosdóval rendelkeznek. Egyes kocsikban közös zuhanyfülke található. Modernebb hálókocsikban az egyes utasfülkékhez külön zuhanyzó tartozik.
  - étkezőkocsik (WR), büfékocsik (xR)
Hosszabb utazási időtartamú vonatokon az étkező és bisztrókocsik biztosítanak az utasok számára étkezési lehetőséget. Az étkezőkocsikban asztalnál felszolgált meleg- és hidegételek állnak a vendégek rendelkezésére, a bisztrókocsiban önkiszolgáló rendszerben egyszerűbb ételek, meleg- és hidegitalok fogyasztására van lehetőség. Gyakori a vegyes kialakítású ún. étkező-bisztrókocsi, ahol a kétféle szolgáltatás elkülönített vendégtérben áll az utasok rendelkezésére.
- nem utasszállító közforgalmú személykocsik
  - poggyászkocsik (D)
Terjedelmesebb útipoggyászok, expresszáruk, kiscsomagok szállítására szolgáló személykocsi.
  - postakocsik
Postai küldemények, csomagok szállítására és részleges útközi feldolgozására alkalmas kocsik.
- nem közforgalmú személykocsik
Ezek a személykocsik a menetrendben meghirdetett személyközlekedésben nem vesznek részt. Az utazóközönség számára csak korlátozottan, külön megrendelésre vehetők igénybe.
  - Társas termeskocsik, szalonkocsik
Különleges kivitelű, utazócsoportok, küldöttségek szállítására szolgáló járművek. Általában a menet közbeni munkához, tárgyalásokhoz, előadásokhoz szükséges különleges berendezésekkel vannak felszerelve. Befogadóképességük 10-40 fő.
  - vasútüzemi személykocsik
Különböző vasútüzemi célokra kialakított különcélú járművek. (például lakókocsik, mérőkocsik, munkavonatok kísérőkocsijai)

### Kocsiosztályok
Az azonos rendeltetésű személykocsik közül a belső kiképzés kényelme, azaz az egy utasra jutó alapterület és légtér szempontjából a személykocsik különböző kocsiosztályokba sorolhatók. A magasabb kényelmű kocsiosztályok emelt menetdíj ellenében vehetők igénybe.
Történelmileg a vasutak 3-4 díjszabási kocsiosztályt különböztettek meg. Az 1960-as évektől Európában a kocsiosztályok száma kettőre csökkent. Egyes vasutak az egyes kocsiosztályokhoz (a hagyományos 1. és 2. osztálytól eltérő) külön elnevezést rendelnek (például „standard” vagy „turista” a 2. osztályra, „preferente” az 1. osztályra). A magasabb kocsiosztályokon utazók számára a nagyobb tér mellett általában többletszolgáltatásokat (újság, fedélzeti szórakoztatórendszer, ülőhelyi ételfelszolgálás) is biztosítanak. Egyes vasúttársaságoknál az emelt kényelmű kocsiosztály csak hosszabb távú utazásokra vehető igénybe.